# Via romana da Astorga a Burdigala (via XXXIV)
La Via XXXIV era una strada romana che univa Astorga a Bordeaux. È menzionata nell'Itinerario Antonino come Item ab Asturica Burdigalam. Essa attraversava le odierne province di León, Palencia, Burgos, Álava e Navarra, ed entrava in Aquitania attraverso il passo di Summo Pyrineo (Roncisvalle, Navarra).
Altri nomi usati per denominarla sono Strada A-34, Antonino 34, via 34.

## Tracciato

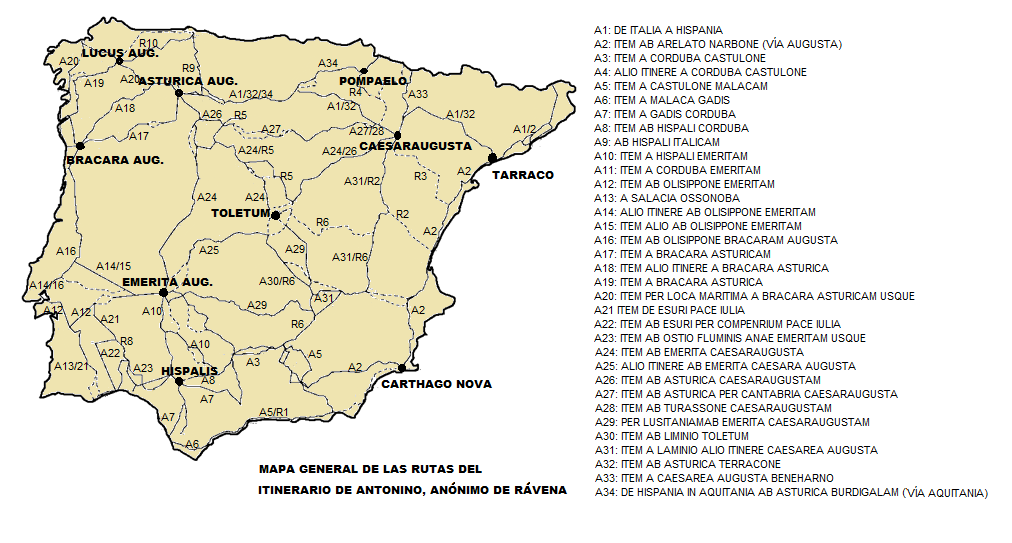
Mappa generale dell'Itinerario Antonino

Secondo l'Itinerario Antonino, il suo tracciato in Hispania era il seguente:
Inizio nella provincia di León:
- Asturica Augusta, Astorga.
- Vallata, La Milla del Páramo.
- Interamnio, sconosciuto.
- Palantia o Pallantia, forse Reliegos; alcuni autori parlano di Villamarco, Santas Martas o Villamoratiel de las Matas.

Provincia di Palencia:
- Viminacio, Calzadilla de la Cueza.
- Lacobriga, Carrión de los Condes.

Provincia di Burgos:
- Segisamone, Sasamón.
- Deobrigula, Tardajos.
- Tritium, Monasterio de Rodilla.
- Virovesca, Briviesca.
- Vindeleia, Cubo de Bureba.
- Deóbriga, Arce-Mirapérez.

In Álava:
- Beleia, Iruña-Veleia.
- Suessatio, Arcaya.
- Tullonio, Allegria di Álava.
- Alba, Santo Román di San Millán.

In Navarra:
- Aracaeli, Huarte-Araquil.
- Alantone, forse Atondo.
- Pompelone, Pamplona.
- Turissa Espinal o Burguete.
- Summo Pyrineo.Roncisvalle-Ibañeta..

Sempre secondo l'itinerario Antonino, il tracciato in Gallia era il seguente:
- Imo Pyrineo, Saint-Jean-Pied-de-Port
- Carasa, sicuramente Garris.
- Aquis Terebellicis, Dax.
- Mosconnum.
- Segosa.
- Losa.
- Boios.
- Burdigala, Bordeaux.

All'inizio del secolo V entrarono nella Penisola i popoli barbari, Suebi, Alani e Vandali. Nell'anno 456 i Visigoti, comandati da Teodorico II, arrivarono nella Meseta settentrionale per questa strada, anche se alcuni autori ipotizzano invece che siano entrati dalla Catalogna.

## La strada XXXIV e il Cammino di Santiago

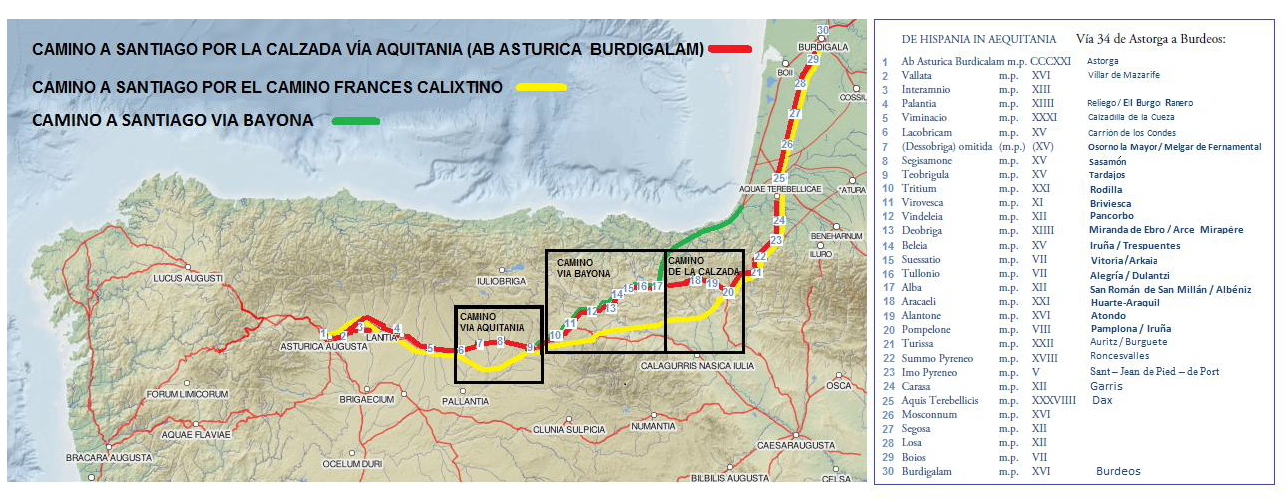
Strada romana e Cammino di Santiago.

Successivamente, durante il Medioevo, la strada romana XXXIV - o Ab Asturica Burdigalam (Astorga-Bordeaux) - venne chiamata Via Aquitanica e, in alcuni tratti, anche Carrera Francesa, perché era utilizzata come percorso dai pellegrini francesi che intraprendevano il Cammino di Santiago provenendo dall'Aquitania, sia che passassero il confine passando per Roncisvalle, Pamplona e Aracaeli (Huarte-Araquil), seguendo l'antica strada romana XXXIV, sia che passassero da Bayonne, tramite il Cammino basco interno per Santiago, il quale si allacciava con l'antica via romana all'altezza di San Millán / Salvatierra tra Tullonio (Allegria di Álava) e Alba (Albéniz). Il tragitto è stato l'origine del Camino Francés, fino a quando parte del suo percorso venne modificata per spostarlo più a sud e recuperare alla tradizione del pellegrinaggio alcuni tratti dimenticati della strada romana (Cammino di Santiago dall'Aquitania).